# Golpe de Estado en Haití de 1991
El golpe de Estado en Haití de 1991 tuvo lugar el 29 de septiembre de 1991, cuando el presidente Jean-Bertrand Aristide, elegido 8 meses antes en las elecciones presidenciales de 1990, fue depuesto por el ejército haitiano. Los oficiales militares haitianos, principalmente el general del ejército Raoul Cédras, el jefe del Estado Mayor del ejército Phillipe Biamby y el jefe de la Policía Nacional, Michel François dirigieron el golpe. Aristide fue enviado al exilio; su vida solo fue salvada por la intervención de diplomáticos estadounidenses, franceses y venezolanos.

## Antecedentes
La elección haitiana de 1990 fue ampliamente considerada como la primera elección democrática en la historia de Haití, pero la transición del poder fue difícil. La plataforma política de Aristide amenazaba el poder de parte de la élite haitiana. En particular, Aristide planeaba colocar a las Fuerzas Armadas de Haití bajo control civil, acabar con el narcotráfico y otros tipos de corrupción y llevar a juicio varios exmiembros de los Tonton Macoute. Un intento de golpe de Estado contra Aristide había tenido lugar el 6 de enero, incluso antes de su toma de posesión, cuando Roger Lafontant, un antiguo líder de los Tonton Macoute, destituyó a la presidenta provisional Ertha Pascal-Trouillot y se autoproclamó presidente. Después de que un gran número de partidarios de Aristide salieron a las calles en protesta y Lafontant intentó declarar la ley marcial, el Ejército aplastó la intentona. Los primeros meses de la presidencia de Aristide profundizaron el conflicto político con los líderes militares y prepararon el escenario para que Raoul Cédras y otros intentaran un golpe de Estado.

## Desarrollo
El golpe fue breve, con algún conflicto la noche del 28 de septiembre de 1991, pero la mayor parte de la acción tuvo lugar el 29 de septiembre, terminando con Aristide deportado y exiliado a Francia, y Cédras anunciando el éxito del golpe a las 11 p. m.. En la noche del 28 de septiembre, algunas bases del ejército y estaciones de policía se amotinaron, alineándose con Cédras contra la administración de Aristide. Al amanecer, los soldados dispararon contra la residencia de Aristide y su vehículo blindado mientras viajaba al Palacio Nacional. Los soldados alcanzaron el palacio, capturaron a Aristide y lo condujeron al cuartel general del ejército. Allí, los embajadores venezolanos, franceses y estadounidenses negociaron exitosamente con los golpistas sobre la vida de Aristide. Aristide fue forzado al exilio y huyó a Francia; luego visitó los Estados Unidos y habló ante las Naciones Unidas.

## Consecuencias
Cédras anunció su victoria a las 11 p. m., el 29 de septiembre, a través de una transmisión televisada, afirmando: "Hoy, las fuerzas armadas se ven obligadas a asumir la gran responsabilidad de mantener a flote el barco del Estado. Después de siete meses de experiencia democrática, el país una vez más se encuentra preso de los horrores de la incertidumbre. Con todos los haitianos llevaremos el barco a puerto ". Al menos 26 personas murieron y 200 resultaron heridas en la lucha, y los disparos duraron toda la noche.
El golpe fue condenado tanto por la Asamblea General de la ONU como por la Organización de Estados Americanos en octubre de 1991. A lo largo de la existencia del régimen golpista, el único Estado que reconoció a la nueva administración fue la Ciudad del Vaticano. Aristide pasó un tiempo en Venezuela y luego en los Estados Unidos, trabajando para obtener apoyo internacional. La ONU impuso sanciones económicas a Haití, debilitando al régimen. Sin embargo, el gobierno de Cédras continuó obteniendo ganancias del tráfico de drogas.
Después de grandes manifestaciones pro-Aristide en los Estados Unidos, el presidente Bill Clinton, con el apoyo de las Naciones Unidas, presionó al régimen golpista para que renunciara. El 31 de julio de 1994, la Resolución 940 del Consejo de Seguridad de las Naciones Unidas autorizó la formación de una fuerza armada multinacional encabezada por los Estados Unidos para restablecer el gobierno de Aristide, en lo que se denominó Operación Uphold Democracy. Las fuerzas militares de los Estados Unidos se desplegaron en Haití, el régimen militar fue depuesto y el 15 de octubre de 1994, la administración Clinton devolvió a Aristide a Haití para completar su mandato.